# Scott Jorgensen
Scott Roger Jorgensen (Payson, Utah; 17 de septiembre de 1982) es un artista marcial mixto estadounidense que actualmente compite en la categoría de peso gallo.

## Carrera en artes marciales mixtas

### Ultimate Fighting Championship
En octubre de 2010, World Extreme Cagefighting se fusionó con Ultimate Fighting Championship. Como parte de la fusión, todos los combatientes de WEC fueron trasladados a la UFC.
El 4 de junio de 2011, Jorgensen se enfrentó a Ken Stone en The Ultimate Fighter 13 Finale. Jorgensen ganó la pelea por nocaut después de dejar a Stone fuera de combate con un derechazo desde la guardia cerrada durante la primera ronda.
El 29 de octubre de 2011, Jorgensen se enfrentó a Jeff Curran en UFC 137. Jorgensen ganó la pelea por decisión unánime.
Jorgensen se enfrentó a Renan Barão el 4 de febrero de 2012 en UFC 143. Jorgensen perdió la pelea por decisión unánime.
Jorgensen se enfrentó a Eddie Wineland el 8 de junio de 2012 en UFC on FX 3. Wineland derrotó a Jorgensen por nocaut en la segunda ronda, en un combate que ganó los honores a la Pelea de la Noche.
El 8 de diciembre de 2012, Jorgensen se enfrentó a John Albert en UFC on Fox 5. Jorgensen ganó la pelea por sumisión en la primera ronda, lo que le llevó a ganar los premios a Pelea de la Noche y Sumisión de la Noche por su increíble actuación.
Jorgensen se enfrentó a Urijah Faber el 13 de abril de 2013 en The Ultimate Fighter 17 Finale. Jorgensen perdió la pelea por sumisión en la cuarta ronda.

#### Baja al peso mosca
Jorgensen se enfrentó a Zach Makovsky el 14 de diciembre de 2013 en UFC on Fox 9. Jorgensen perdió la pelea por decisión unánime.
El 23 de marzo de 2014, Jorgensen se enfrentó a Jussier Formiga en UFC Fight Night 38. Jorgensen perdió la pelea por sumisión en la primera ronda.
Jorgensen derrotó a Danny Martínez por decisión unánime el 7 de junio de 2014 en UFC Fight Night 42 en una pelea que obtuvo el premio a la Pelea de la Noche.
El 25 de octubre de 2014, Jorgensen se enfrentó a Wilson Reis en UFC 179. Jorgensen perdió la pelea por sumisión en la primera ronda.

#### Retorno al peso gallo
El 15 de julio de 2015, Jorgensen se enfrentó a Manny Gamburyan en UFC Fight Night 71. Jorgensen perdió la pelea por decisión unánime.
Jorgensen se enfrentó a Alejandro Pérez el 21 de noviembre de 2015 en UFC Fight Night 78. Jorgensen perdió la pelea por lesión en la segunda ronda.
El 9 de febrero de 2016, Jorgensen fue liberado de la UFC.

## Vida personal
Jorgensen tiene un hijo llamado Braeten.

## Campeonatos y logros
- Ultimate Fighting Championship
  - Pelea de la Noche (Tres veces)
  - Sumisión de la Noche (Una vez)

- World Extreme Cagefighting
  - Pelea de la Noche (Dos veces)

## Récord en artes marciales mixtas
| Resultado | Récord | Oponente         | Método                             | Evento                                  | Fecha                   | Ronda | Tiempo | Localización               | Notas                                                                     |
| --------- | ------ | ---------------- | ---------------------------------- | --------------------------------------- | ----------------------- | ----- | ------ | -------------------------- | ------------------------------------------------------------------------- |
| Derrota   | 15–12  | Alejandro Pérez  | TKO (lesión en el tobillo)         | UFC Fight Night: Magny vs. Gastelum     | 21 de noviembre de 2015 | 2     | 4:26   | Monterrey                  |                                                                           |
| Derrota   | 15–11  | Manny Gamburyan  | Decisión (unánime)                 | UFC Fight Night: Mir vs. Duffee         | 15 de julio de 2015     | 3     | 5:00   | San Diego, California      | Retorno al peso gallo.                                                    |
| Derrota   | 15–10  | Wilson Reis      | Sumisión (arm-triangle choke)      | UFC 179                                 | 25 de octubre de 2014   | 1     | 3:28   | Río de Janeiro             |                                                                           |
| Victoria  | 15–9   | Danny Martínez   | Decisión (unánime)                 | UFC Fight Night: Henderson vs. Khabilov | 7 de junio de 2014      | 3     | 5:00   | Albuquerque, Nuevo México  | Pelea de la Noche.                                                        |
| Derrota   | 14–9   | Jussier Formiga  | Sumisión (rear-naked choke)        | UFC Fight Night: Shogun vs. Henderson 2 | 23 de marzo de 2014     | 1     | 3:07   | Natal                      |                                                                           |
| Derrota   | 14–8   | Zach Makovsky    | Decisión (unánime)                 | UFC on Fox: Johnson vs. Benavidez 2     | 14 de diciembre de 2013 | 3     | 5:00   | Sacramento, California     | Debut en peso mosca.                                                      |
| Derrota   | 14–7   | Urijah Faber     | Sumisión (rear-naked choke)        | The Ultimate Fighter 17 Finale          | 13 de abril de 2013     | 4     | 3:16   | Las Vegas, Nevada          |                                                                           |
| Victoria  | 14–6   | John Albert      | Sumisión (rear-naked choke)        | UFC on Fox: Henderson vs. Diaz          | 8 de diciembre de 2012  | 1     | 4:59   | Seattle, Washington        | Sumisión de la Noche; Pelea de la Noche.                                  |
| Derrota   | 13–6   | Eddie Wineland   | KO (golpes)                        | UFC on FX: Johnson vs. McCall           | 8 de junio de 2012      | 2     | 4:10   | Sunrise, Florida           | Pelea de la Noche.                                                        |
| Derrota   | 13–5   | Renan Barão      | Decisión (unánime)                 | UFC 143                                 | 4 de febrero de 2012    | 3     | 5:00   | Las Vegas, Nevada          |                                                                           |
| Victoria  | 13–4   | Jeff Curran      | Decisión (unánime)                 | UFC 137                                 | 29 de octubre de 2011   | 3     | 5:00   | Las Vegas, Nevada          |                                                                           |
| Victoria  | 12–4   | Ken Stone        | KO (golpes)                        | The Ultimate Fighter 13 Finale          | 4 de junio de 2011      | 1     | 4:01   | Las Vegas, Nevada          |                                                                           |
| Derrota   | 11–4   | Dominick Cruz    | Decisión (unánime)                 | WEC 53                                  | 16 de diciembre de 2010 | 5     | 5:00   | Glendale, Arizona          | Por el Campeonato de Peso Gallo de WEC y Campeonato de Peso Gallo de UFC. |
| Victoria  | 11–3   | Brad Pickett     | Decisión (unánime)                 | WEC 50                                  | 18 de agosto de 2010    | 3     | 5:00   | Las Vegas, Nevada          | Pelea de la Noche.                                                        |
| Victoria  | 10–3   | Antonio Bañuelos | Decisión (unánime)                 | WEC 48                                  | 24 de abril de 2010     | 3     | 5:00   | Sacramento, California     |                                                                           |
| Victoria  | 9–3    | Chad George      | Sumisión (guillotine choke de pie) | WEC 47                                  | 6 de marzo de 2010      | 1     | 0:31   | Columbus, Ohio             |                                                                           |
| Victoria  | 8–3    | Takeya Mizugaki  | Decisión (unánime)                 | WEC 45                                  | 19 de diciembre de 2009 | 3     | 5:00   | Las Vegas, Nevada          | Pelea de la Noche.                                                        |
| Victoria  | 7–3    | Noah Thomas      | KO (golpes)                        | WEC 43                                  | 10 de octubre de 2009   | 1     | 3:13   | San Antonio, Texas         |                                                                           |
| Derrota   | 6–3    | Antonio Bañuelos | Decisión (dividida)                | WEC 41                                  | 7 de junio de 2009      | 3     | 5:00   | Sacramento, California     |                                                                           |
| Victoria  | 6–2    | Frank Gómez      | Sumisión (guillotine choke)        | WEC 38                                  | 25 de enero de 2009     | 1     | 1:09   | San Diego, California      |                                                                           |
| Victoria  | 5–2    | Kenji Osawa      | Decisión (unánime)                 | WEC 35                                  | 3 de agosto de 2008     | 3     | 5:00   | Las Vegas, Nevada          |                                                                           |
| Derrota   | 4–2    | Damacio Page     | Decisión (unánime)                 | WEC 32                                  | 13 de febrero de 2008   | 3     | 5:00   | Río Rancho, Nuevo México   |                                                                           |
| Victoria  | 4–1    | Chris David      | Decisión (unánime)                 | ShoXC                                   | 27 de julio de 2007     | 3     | 5:00   | Santa Bárbara, California  |                                                                           |
| Victoria  | 3–1    | Tyler Toner      | Decisión (unánime)                 | ROF 29: Aftershock                      | 28 de abril de 2007     | 3     | 5:00   | Boulder, Colorado          |                                                                           |
| Derrota   | 2–1    | Joe Jesser       | Sumisión (armbar)                  | ROF 26: Relentless                      | 9 de septiembre de 2006 | 1     | 1:08   | Colorado Springs, Colorado |                                                                           |
| Victoria  | 2–0    | Louie Lagunsad   | Sumisión (heel hook)               | ROF 25: Overdrive                       | 29 de julio de 2006     | 1     | 1:43   | Boulder, Colorado          |                                                                           |
| Victoria  | 1–0    | Mike Morris      | Sumisión (armbar)                  | Alaska FC 24                            | 15 de junio de 2006     | 1     | 1:31   | Juneau, Alaska             |                                                                           |